# Football Club Belle Lumière de Djoiezi
Le Football Club Belle Lumière de Djoiezi est un club comorien de football basé à Djoiezi sur l'île de Mohéli.

## Histoire
Le club est finaliste de la Coupe des Comores en 2023, s'inclinant en finale contre le Djabal FC. Ce résultat les qualifie pour leur première compétition continentale, la Coupe de la confédération 2023-2024, le Djabal FC ayant remporté le doublé Coupe-Championnat.
Néanmoins, le club doit déclarer forfait pour des raisons financières alors qu'il devait affronter au premier tour le CF Beira.

## Palmarès
| Compétitions nationales                                                                        | Compétitions régionales                                                                                              |
| ---------------------------------------------------------------------------------------------- | --- |
| - Championnat des Comores - Vice-champion : 2017. - Coupe des Comores (1) : - Finaliste : 2023 | - Championnat de Mohéli (6) : - Champion : 2002-03, 2003-04, 2005, 2009, 2015 et 2017 - Vice-champion : 2016 et 2018 |